# Gaedeina lineata
Gaedeina lineata är en fjärilsart som beskrevs av Sergius G. Kiriakoff 1962. Gaedeina lineata ingår i släktet Gaedeina och familjen tandspinnare. Inga underarter finns listade i Catalogue of Life.